# Albert Paulig
Albert Paulig (Stollberg, 14 gennaio 1873 – Berlino, 19 marzo 1933) è stato un attore tedesco, popolare all'epoca del muto.

## Filmografia
- La ditta si sposa (Die Firma heiratet), regia di Carl Wilhelm (1914)
- Bedingung - Kein Anhang!, regia di Stellan Rye (1914)
- Fräulein Leutnant, regia di Carl Wilhelm (1914)
- Die Marketenderin, regia di Carl Wilhelm (1914)
- L'orgoglio della ditta, regia di Carl Wilhelm (1914)
- Im Liebestaumel, regia di Charles Decroix (1914)
- Frau Annas Pilgerfahrt, regia di Carl Wilhelm (1915)
- Ein Erbe wird gesucht, regia di Joseph Delmont (1915)
- Sul ghiaccio (Aufs Eis geführt), regia di Ernst Lubitsch (1915)
- Der Wetterwart, regia di Carl Froelich (1923)
- Il rivale del circo (Rivalen), regia di Harry Piel (1923)
- Der allmächtige Dollar, regia di Jaap Speyer (1923)
- Die Sonne von St. Moritz, regia di Hubert Moest e Friedrich Weissenberg (1923)
- Die Radio Heirat, regia di Wilhelm Prager (1924)
- Face à la mort, regia di Gérard Bourgeois, Harry Piel (1925)
- Weil Du es bist, regia di Hans Werckmeister (1925)
- Zigano
- Des Lebens Würfelspiel, regia di Heinz Paul (1925)
- Finale der Liebe, regia di Felix Basch (1925)
- Abenteuer im Nachtexpreß, regia di Harry Piel (1925)
- Der schwarze Pierrot, regia di Harry Piel (1926)
- Die dritte Eskadron, regia di Carl Wilhelm (1926)
- An der schönen blauen Donau, regia di Frederic Zelnik (1926)
- Jagd auf Menschen, regia di Nunzio Malasomma (1926)
- Sua Altezza balla il valtzer (Hoheit tanzt Walzer), regia di Fritz Freisler (1926)
- Eine Dubarry von heute, regia di Alexander Korda (1927)
- Die selige Exzellenz, regia di Adolf E. Licho, Wilhelm Thiele (1927)
- G'schichten aus dem Wienerwald, regia di Jaap Speyer (1928)
- Ein Walzer im Schlafcoupé, regia di Fred Sauer (1930)
- Königin einer Nacht, regia di Fritz Wendhausen (1931)
- Manolescu, der Fürst der Diebe, regia di Georg C. Klaren, Willi Wolff (1933)
- K 1 greift ein, regia di Edmund Heuberger (1933)